# Desfile do Dia da Vitória em Moscou em 2016

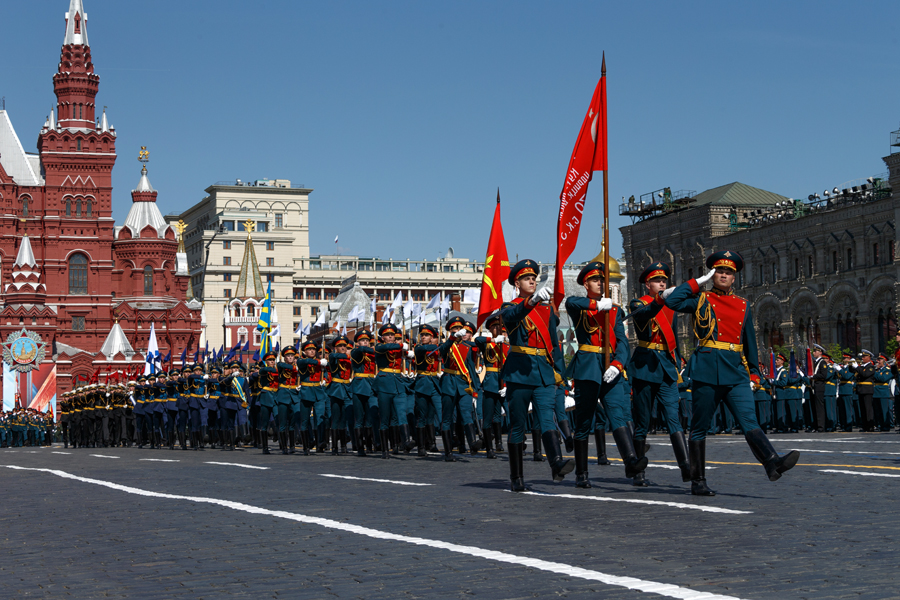
A Bandeira da Vitória em frente ao desfile

O Desfile do Dia da Vitória em Moscou em 2016 foi um desfile militar que ocorreu na Praça Vermelha, em Moscou, em 9 de maio de 2016, para comemorar o 71º aniversário da vitória soviética sobre a Alemanha Nazista na Grande Guerra Patriótica. O presidente da Federação Russa, Vladimir Putin, fez seu décimo terceiro discurso de feriado à nação neste dia, logo após a inspeção do desfile presidida pelo Ministro da Defesa, General do Exército Sergei Shoigu, e liderada pelo Comandante-em-Chefe das Forças Terrestres Russas, Coronel-General Oleg Salyukov  Este foi o segundo desfile consecutivo que incluiu um minuto de silêncio.

## Visão geral

### Convidados
- Presidente Vladimir Putin
- Primeiro-ministro Dmitri Medvedev
- Presidente do Cazaquistão Nursultan Nazarbaev

Entre os demais convidados estavam o Artista do Povo da Rússia Joseph Kobzon, o boxeador americano Jeff Monson, o cineasta americano Oliver Stone e o ex-presidente soviético Mikhail Gorbachev.  

### Preparativos
A partir de novembro/dezembro de 2015, os preparativos para o desfile foram bem frequentados no nível da unidade. As unidades participantes dos desfiles nacionais e locais realizaram treinamentos individuais em diversas instalações militares. No Oblast de Moscou, os treinos específicos começaram no início de março, no campo de Alabino  antes do início dos treinos de desfile completos para todas as unidades participantes.
TOs treinos preparatórios para o desfile começaram em 26 de março de 2016, em Alabino, com o primeiro exercício das tropas terrestres, marcando o início de um mês de preparação nacional para o Dia da Vitória. Esses treinos se estenderão até meados de abril, quando começarão os ensaios na Praça Vermelha para o desfile principal, culminando em um ensaio geral no início de maio. Durante este período, do final de março até a terceira semana de abril, o centro de treinamento militar em Alabino se torna o palco para cerca de 12.000 militares que participarão do desfile em Moscou, além de mais de 175 veículos militares e 80 aeronaves.
Participam dos ensaios também as bandas militares das Forças Armadas, do MVD, do EMERCOM e da Guarnição de Moscou, todas lideradas pelo Tenente-General Valery Khalilov pelo 14º ano consecutivo. Desde 2002, Khalilov atuava como Diretor Sênior de Música do Serviço de Bandas das Forças Armadas Russas, coordenando um impressionante grupo de mais de mil músicos militares. Já o renomado Corpo de Tambores da Escola Militar de Música de Moscou "Marechal de Campo Alexander Suvorov" contribui para o espetáculo sob a liderança do Coronel Alexander Gerasimov, diretor veterano da escola. Essa unidade especial, que tradicionalmente lidera o desfile desde 1940 (com exceção de um breve intervalo entre 2009 e 2011), se destaca por seus característicos uniformes azul-escuro e vermelho, além do uso de tambores e pífanos. Complementando o espetáculo, a presença da unidade de guarda de honra confere um toque adicional de prestígio e celebração ao evento.
O ensaio realizado em 15 de abril, na região de Alabino, marcou dois momentos inéditos: foi a primeira vez que um drone capturou as imagens ao vivo e também a primeira transmissão desse tipo feita ao vivo pelo canal do RT no YouTube. 

#### Cronograma dos preparativos em Moscou
- 26 a 28 de março até a 2ª semana de abril - início dos treinos de desfile em Alabino, Oblast de Moscou
- 2ª a 3ª semana de abril - Prática geral no campo de treinamento de Alabino, incluindo sobrevoo
- 4ª semana de abril até 2 dias antes do Dia da Vitória - treinos na Praça Vermelha até o treino geral
  - 26 a 30 de abril, 2 a 6 de maio - ensaios de desfile noturno
  - 4–5 de maio - Práticas de sobrevoo aéreo
  - 7 de maio - treino geral às 10h MST

### Primeira aparição da Guarda Nacional da Rússia e das Forças Aeroespaciais Russas
O desfile contou, como de costume, com a presença da Divisão ODON, que pela primeira vez marchou representando a recém-criada Guarda Nacional da Rússia. Esta foi instituída em 5 de abril de 2016, substituindo as extintas Tropas Internas. Também participou a Academia da Força Aérea Zhukovsky-Gagarin, desfilando sob a bandeira das Forças Aeroespaciais Russas, organizadas em agosto de 2015 e com apenas nove meses de existência.

### Primeiro desfile a incluir mulheres ativas nas Forças Armadas

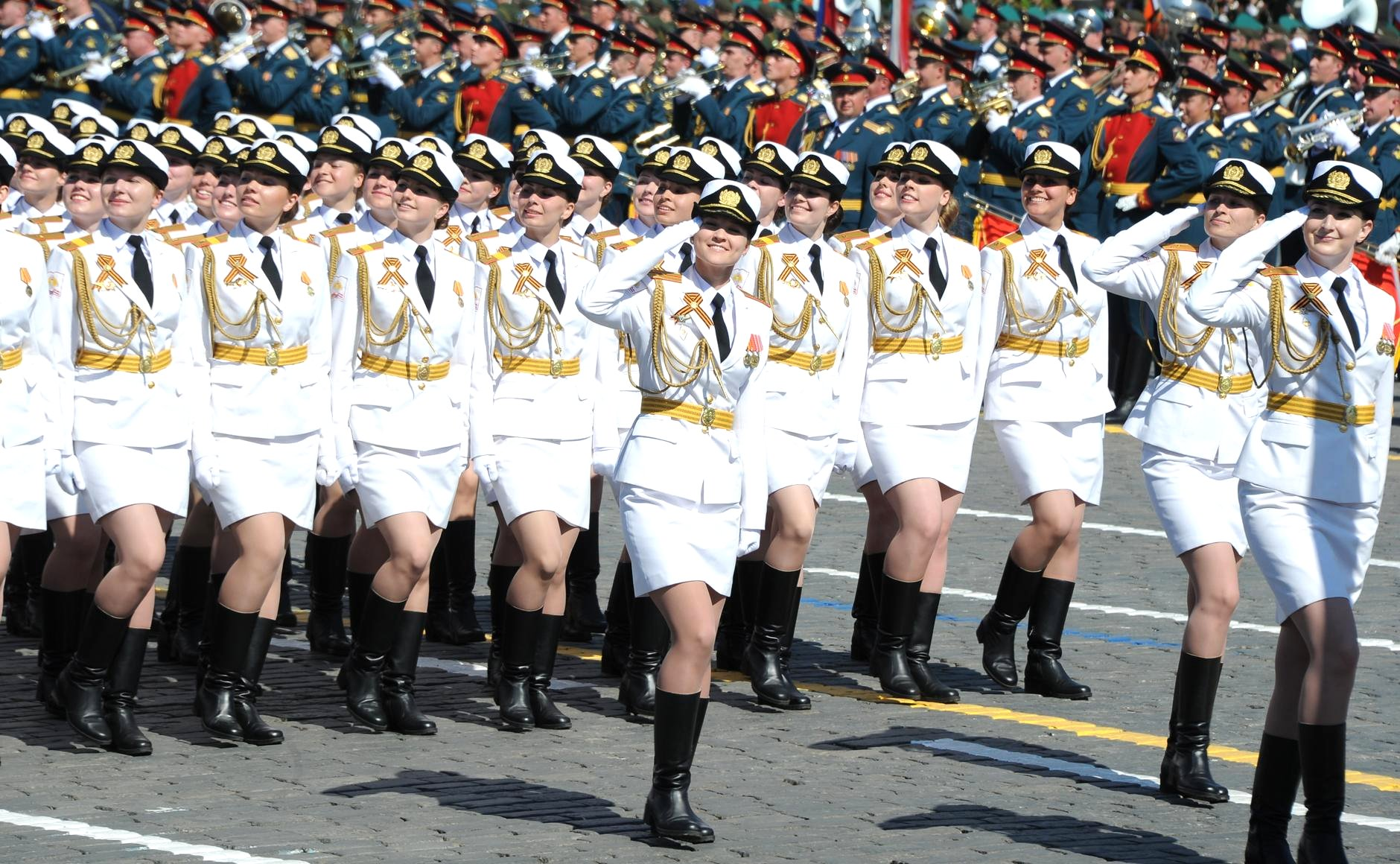
O contingente feminino no desfile militar na Praça Vermelha, 9 de maio de 2016

Após a resposta positiva e as críticas entusiasmadas da primeira companhia de cadetes femininos que marchou na Praça Vermelha em 2015, o desfile de 2016, pela primeira vez, contou com a presença de oficiais femininas e outras patentes das Forças Armadas, homenageando as muitas mulheres que lutaram durante o conflito de 4 anos no campo de batalha e na frente interna. O primeiro batalhão feminino deste ano foi liderado pela Coronel Olesya Buka (uma das oficiais femininas com mais tempo de serviço)  e foi composto por 2 companhias de oficiais femininas, WOs e outras patentes da Universidade Militar do Ministério da Defesa da Federação Russa e da Academia Militar de Segurança Material e Técnica "General do Exército A.V. Khrulev".

## Ordem completa do desfile

### Bandas Militares
- Bandas Militares em Massa das Forças Armadas sob a direção do Diretor Sênior de Música do Serviço de Bandas Militares das Forças Armadas da Federação Russa, Tenente-General Valery Khalilov
- Corpo de Tambores da Escola Militar de Música de Moscou

### Coluna de infantaria
- 154º Regimento de Comandantes Independentes de Preobrazhensky, Guarda de Cor
- Companhia de Guardas de Honra do 1º Batalhão de Guardas de Honra, 154º PICR
- Escola Militar Suvorov
- Escola Naval Nakhimov
- Academia de Armas Combinadas das Forças Armadas da Federação Russa
- Universidade Militar do Ministério da Defesa da Federação Russa
- Academia Militar de Segurança Material e Técnica "General do Exército A.V. Khrulev"
- Academia da Força Aérea Zhukovsky – Gagarin
- Academia Espacial Militar "Alexander Mozhaysky"
- Instituto Militar Naval do Báltico "Almirante Fiodor Ushakov"
- 336ª Brigada de Infantaria Naval de Guardas da Frota do Báltico
- Academia Militar das Forças de Mísseis Estratégicos de Pedro, o Grande
- Escola Superior de Comando Aerotransportado da Guarda Riazã "General do Exército Vasily Margelov"
- 98ª Divisão Aerotransportada de Guardas
- Forças de Engenharia da Academia Militar de Defesa e Controle Nuclear, Biológico e Químico" Marechal da União Soviética Semion Timoshenko"
- 29ª e 38ª Brigadas Ferroviárias Independentes das Tropas Ferroviárias Russas
- ODON Ind. Divisão Motorizada do Comando das Forças da Guarda Nacional, Serviço Federal da Guarda Nacional da Federação Russa "Felix Dzerzhinsky"
- Academia de Defesa Civil do Ministério de Situações de Emergência
- Instituto Militar de Moscou do Serviço Federal de Fronteiras da Federação Russa "Conselho Municipal de Moscou"
- 2ª Divisão de Rifles Motorizados de Guardas Tamanskaya "Mikhail Kalinin"
- 4ª Divisão de Tanques de Guardas "Iúri Andropov"
- 27ª Brigada de Rifles Motorizados de Guardas Separados
- Escola de Treinamento de Alto Comando Militar de Moscou

### Coluna Móvel
- Tanque médio T-34/85
- Veículo de mobilidade de infantaria GAZ-2975 "Tigr"
- Sistema ATGM móvel Kornet D/EM
- Typhoon-K MRAP
- Ural Typhoon MRAP
- BTR-82AM APC
- BMP-3 (retornando)
- BMP Kurganets-25 APV e IFV
- T-15 IFV
- Tanque de batalha principal T-90A
- Tanque de batalha principal T-14 Armata
- Obuseiro autopropulsado rastreado 2S19 Msta-S
- obuseiro autopropulsado sobre esteiras 2S35 Koalitsiya-SV
- Sistema de mísseis balísticos táticos móveis Iskander 9K720
- Sistema SAM móvel Tor-M2U em chassis rastreado
- Sistema SAM rastreado móvel Buk-M2
- Sistema SAM móvel S-400
- IFV de lançamento aéreo BMD-4M
- APC BTR-MDM "Rakushka"
- Sistema SAM móvel Pantsir-S1 em chassis com rodas
- Sistema ICBM móvel rodoviário RS-24 Yars

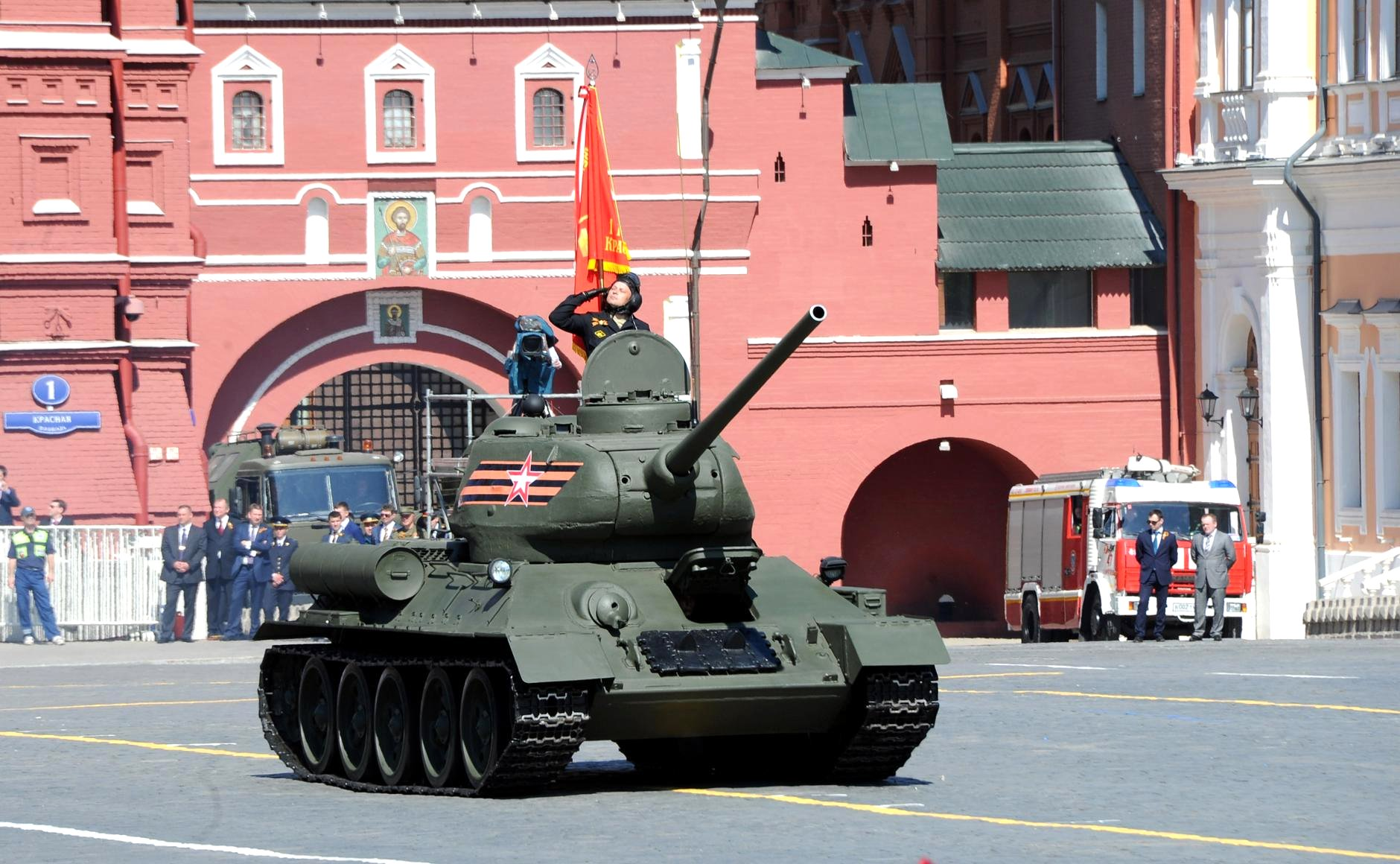
T-34

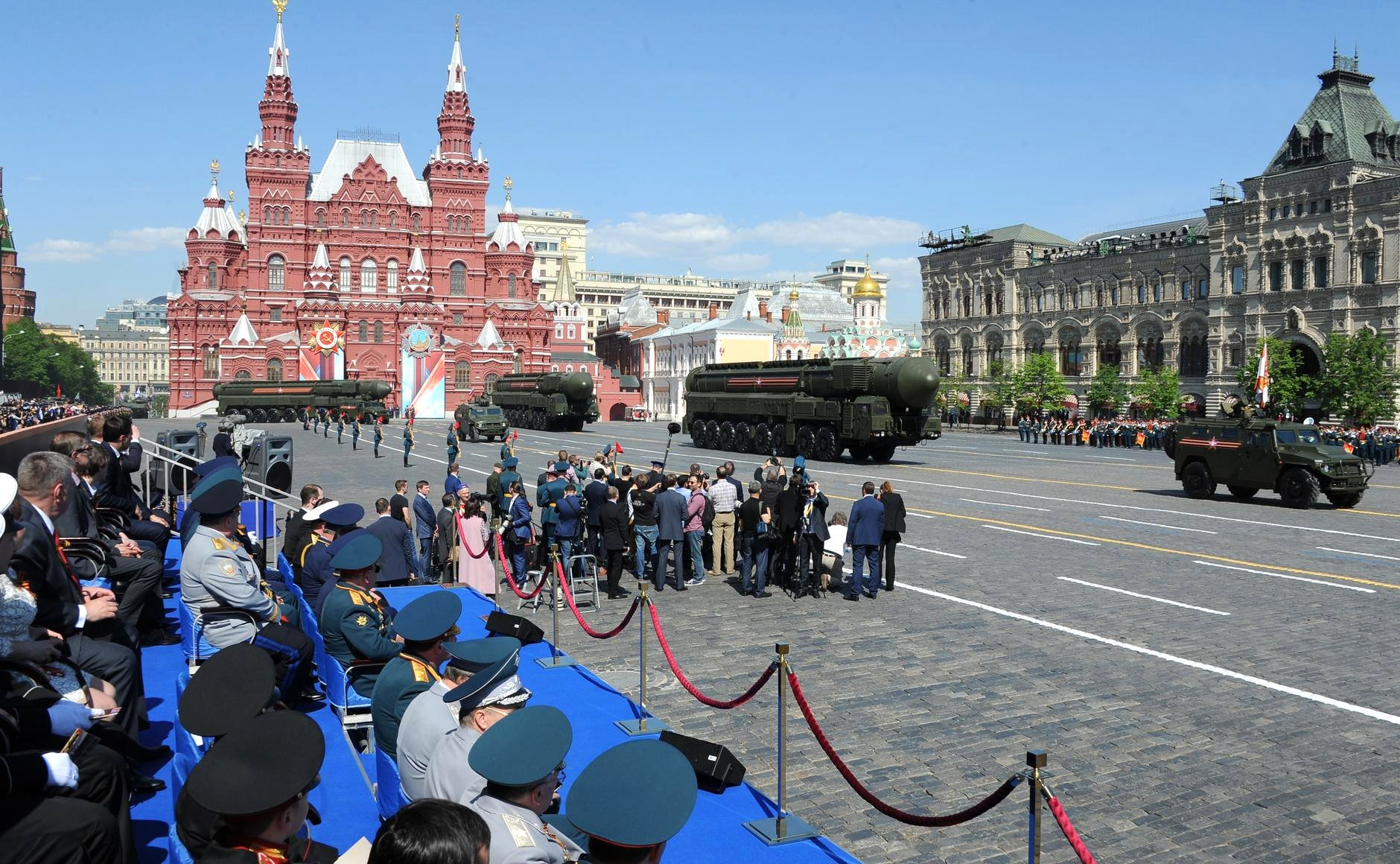
RS-24 Yars e Tigr

- BTR Bumerang APC

### Coluna aérea
- Mil Mi-26
- Mil Mi-17
- Mil Mi-24
- Mil Mi-28
- Mil Mi-35
- Kamov Ka-52
- Kazan Ansat
- Mikoyan MiG-29
- Sukhoi Su-24
- Sukhoi Su-34
- Sukhoi Su-27
- Sukhoi Su-30
- Sukhoi Su-35
- Mikoyan MiG-31
- Ilyushin Il-76
- Ilyushin Il-78
- Tupolev Tu-22M3
- Tupolev Tu-95
- Tupolev Tu-160BM1 [5]
- Sukhoi Su-25
- Antonov An-124
- Antonov An-22
- Yakovlev Yak-130 do novo grupo acrobático Asas de Taurida
- Sukhoi Su-27 e Mikoyan MiG-29 dos Cavaleiros Russos e Strizhi

## Música
Procissão da bandeira, revisão e endereço
- Guerra Sagrada (Священная Война) por Alexander Alexanderov
- Marcha Triunfal Solene (Торжественно-Триумфальный Марш) por Valery Khalilov
- Marcha do Regimento Preobrazhensky (Марш Преображенского Полка)
- Marcha Lenta das Escolas de Oficiais (Встречный Марш офицерских училищ) por Semyon Tchernetsky
- Marcha lenta para carregar a bandeira de guerra (Встречный Марш для выноса Боевого Знамени ) por Dmitriy Valentinovich Kadeyev
- Marcha Lenta dos Guardas da Marinha (Гвардейский Встречный Марш Военно-Морского Флота ) por Nikolai Pavlocich Ivanov-Radkevich
- Marcha Lenta (Встречный Марш) por Evgeny Aksyonov
- Glória (Славься) por Mikhail Glinka
- Fanfarra de Desfile Todos Ouçam! (Парадная Фанфара “Слушайте все!”) por Andrei Golovin
- Hino Nacional da Federação Russa (Государственный Гимн Российской Федерации) por Alexander Alexandrov
- Sinal de Retiro (Сигнал “Отбой”)

Coluna de Infantaria
- Marcha General Miloradovich (Марш “Генерал Милорадович”) por Valery Khalilov
- Triunfo dos Vencedores (Триумф Победителей)
- Moscou em Maio (Москва майская) por Pokrass Brothers
- Marcha das Brigadas Femininas (Марш женских бригад) por Isaak Dunayevsky
- O Exército Vermelho é o Mais Forte (Красная Армия всех сильней) por Samuil Pokrass
- Em Guarda pela Paz (На страже Мира) por Boris Alexanderovich Diev
- Marcha Aérea (Авиамарш) por Yuliy Abramovich Khait
- Abraçando o Céu (Обнимая небо) por Alexandra Pakhmutova
- Lendária Sevastopol (Легендарный Севастополь) por Bano Muradeli
- A Tripulação é uma família (Экипаж - одна семья) por Viktor Vasilyevich Pleshak
- Marcha de Artilharia (Марш Артиллеристов) por Tikhon Khrennikov
- Precisamos de uma vitória (Нам Нужна Одна Победа) por Bulat Shalvovich Okudzhava
- Servir à Rússia (Служить России) por Eduard Semyonovich Khanok
- Som sobre a Juventude Alarmante (Песня о тревожной молодости) por Alexandra Pakhmutova
- Trocamos sem olhar (Махнем не глядя) por Veniamin Basner
- Balada de um Soldado (Баллада о Солдате) por Vasily Pavlovich Solovyov-Sedoy
- V Put (В Путь) por Vasily Pavlovich Solovyov-Sedoy
- Dia da Vitória (День Победы) por David Fyodorovich Tukhmanov

Coluna Móvel
- Marcha General Miloradovich (Марш “Генерал Милорадович”) por Valery Khalilov
- Invencível e Lendário (Несокрушимая и легендарная) por Alexander Alexandrov
- Em Defesa da Pátria (В защиту Родины) por Viktor Runov
- Março Três Tanquistas (Марш “Три Танкиста”) por Irmãos Pokrass
- Marcha dos Tanquistas Soviéticos (Марш сове́тских танки́стов) por Irmãos Pokrass
- Katyusha (Катюша) por Matvey Blanter
- Marcha Herói (Марш “Герой”)
- Marcha Vitória (Марш “Победа”) por Albert Mikhailovich Arutyunov
- Viva o nosso Estado (Да здравствует наша держава) por Boris Alexandrov

Coluna aérea
- Marcha Aérea (Авиамарш) por Yuliy Abramovich Khait
- Abraçando o Céu (Обнимая небо) por Alexandra Pakhmutova
- Marcha Aviões – Primeiro de tudo (Марш “Первым делом самолёты”) por Vasili-Solovyov-Sedoi
- Marcha dos Cosmonautas/Amigos, eu Acredito (Марш Космонавтов/Я верю, друзья) por Oskar Feltsman
- Marcha Aérea (Авиамарш) por Yuliy Abramovich Khait
- Abraçando o Céu (Обнимая небо) por Alexandra Pakhmutova

Conclusão
- Nós Somos o Exército do Povo (Мы Армия Народа) por Georgy Viktorovich Mavsesya
- A Despedida da Eslava (Прощание Славянки) por Vasiliy Agapkin

## Outros desfiles
Seguindo a tradição, outras 26 grandes cidades russas, incluindo Sebastopol e Querche, localizadas na disputada região da Crimeia, também organizaram desfiles nesse dia. Além disso, outras 50 cidades em todo o país realizaram eventos conjuntos, unindo desfiles civis e militares. Nos territórios pró-Rússia situados no leste da Ucrânia, como a República Popular de Donetsk e a República Popular de Luhansk, ocorreram desfiles com a participação das Forças Armadas Unidas da Nova Rússia, além das unidades republicanas do MVD e do EMERCOM.
O Cazaquistão optou por não realizar desfiles, seja nesta data ou no dia 7 de maio. Por outro lado, a Bielorrússia manteve sua tradição com o desfile anual de veteranos em Minsk. Na Ucrânia, o desfile habitual aconteceu em Kiev, acompanhado pela cerimônia da tatuagem militar, retomada após um intervalo de seis anos.